# فروروپ
فروروپ (به دانمارکی: Frørup) یک منطقهٔ مسکونی در دانمارک است که در شهرداری نیبورگ واقع شده‌است. فروروپ ۴۳۰ نفر جمعیت دارد.